# 霜花店 (电影)
《霜花店》（韓語：쌍화점），是2008年柳河導演的韓國電影，講述的是圍繞著高麗末要強化自己王權的高麗王（以恭愍王为原型虚构）及其寵愛的護衛武士洪麟、元朝承懿公主王妃寶塔失里三個人的愛情和背叛的電影。

## 内容简介
恭愍王是個只好男色的高麗國王，對健龍衛隊長洪麟疼愛有加，兩人發展出超越兄弟友誼的情誼。恭愍王基於性取向無法有子嗣，他要求洪麟與王妃發生關係，希望王妃生下的孩子能像洪麟一樣優秀溫柔。當洪麟與王妃發生關係以後，逐漸燃起了熊熊慾火，二人不時偷歡，互相愛慕。
恭愍王發現洪麟與王妃時常私下歡愉，憤而將他去勢。洪麟被健龍隊的兄弟們救離王宮，卻在城牆上看到高掛著「酷似」王妃的人頭，洪麟大恨，悲傷到混進宮內與恭愍王決戰，平常打不贏國王的他，殺了國王後才發現王妃仍然健在。王妃曾說服健龍衛副隊長背叛國王，副隊長目睹洪麟殺死國王後殺害洪麟，對外宣稱國王遇刺，逆賊伏誅。洪麟最終看著深愛著他的國王而死去。

## 角色
| 角色名稱   | 演員   | 備註           |
| ---------- | ------ | -------------- |
| 洪麟       | 趙寅成 | 健龍衛隊長     |
| 高麗王     | 朱鎮模 | 高麗末期的君王 |
| 高麗王后   | 宋智孝 | 元朝公主       |
| 宋奇       | 沈志浩 | 健龍衛副隊長   |
| 韓白       | 林周煥 | 健龍衛         |
|            | 呂旭煥 | 健龍衛         |
| 盧拓       | 宋仲基 | 健龍衛         |
|            | 魯敏宇 | 健龍衛         |
|            | 顯祐   | 健龍衛         |
|            | 洪宗玄 | 健龍衛         |
| 幼年恭愍王 | 李豊運 |                |
| 幼年洪麟   | 呂珍九 |                |
| 幼年韓白   | 徐榮柱 |                |
| 泰安王     | 趙震雄 | 王后的哥哥     |
|            | 林賢成 | 特別出演       |